# 万田発酵 presents 朝ドレ情報いちばん
『万田発酵 presents 朝ドレ情報いちばん』（まんだはっこうプレゼンツ あさドレじょうほういちばん）は、TBSラジオで日曜早朝に放送されていたトーク番組。2013年10月6日開始、2016年3月27日終了。

## 概要
タレント、アスリート、文化人などをゲストに迎え、彼らから朝の時間の活用術、彼らが実践している健康法と食生活、さらには「素敵に年をとる」をテーマにした話を伺っていた。また、プロゴルファーの岡本綾子をレギュラーゲストに迎え、彼女のライフスタイルについてさまざまな角度から迫っていた。パーソナリティは田中雄介と江藤愛が務めていた。
放送開始から半年間は日曜4時台に放送されていたが、2014年4月の番組改編で日曜5時台での放送となった。
番組の終了後、田中と江藤のコンビが続投出演する『田中雄介・江藤愛のハートフルモーニング』がスタートした。

## テーマ曲
- Mountain Dance (Dave Grusin)